# Spoorlijn Dieren - Apeldoorn
De Spoorlijn Dieren - Apeldoorn is een door de Koninglijke Nederlandsche Locaalspoorweg-Maatschappij Koning Willem III (KNLS) aangelegde en op 2 juli 1887 geopende spoorlijn in de Nederlandse provincie Gelderland, die Dieren en Apeldoorn met elkaar verbindt.

## Geschiedenis
De lijn was aanvankelijk onderdeel van de lijn Dieren-Doesburg - Apeldoorn - Zwolle van de KNLS. Sinds het reizigersvervoer in 1950 werd opgeheven, werd de lijn alleen nog voor goederenvervoer gebruikt. Er was onder meer een aftakking in de vorm van een smalspoor naar de kalkzandsteenfabriek 'Alba' bij Oosterhuizen. Het goederentransport werd vanaf de jaren zestig langzaam afgebouwd: in 1964 werd het baanvak Eerbeek - Loenen gesloten, in 1969 volgde Loenen - Beekbergen en tot slot in 1972 Beekbergen - Apeldoorn VAM. Het goederenvervoer door de NS werd in 1984 opgeheven tussen Dieren en Eerbeek. Sindsdien wordt alleen een klein deel van de lijn, tussen Apeldoorn Zuid en Apeldoorn, nog door goederentreinen gebruikt.

## Toeristische treindienst
In 1975 kreeg de lijn een nieuwe functie als toeristische spoorweg. Voor dat doel werd de Veluwsche Stoomtrein Maatschappij (VSM) opgericht. Hetzelfde jaar nog vonden de eerste museumritten plaats. Voor de dienst maakt de VSM gebruik van door stoomlocomotieven getrokken rijtuigen. In juni op donderdag, in juli en augustus van maandag tot en met vrijdag en tevens op enkele dagen in het voor- en najaar en in de kerstvakantie vinden twee tot drie ritten per dag plaats.

## Plannen voor reguliere treindienst
Begin 21e eeuw lieten de provincie Gelderland en de gemeente Apeldoorn onderzoeken of een hernieuwde reguliere treindienst mogelijk was op dit tracé (de Koningslijn), zodat een snellere verbinding zonder overstappen zou ontstaan tussen de steden Apeldoorn en Arnhem. Uit een verkennende studie bleek dat voor een regelmatige dienst Apeldoorn - Arnhem via deze route een vervoerspotentieel van 10.000 à 18.000 reizigers per dag zou bestaan, aanzienlijk meer dan bij de onderzochte alternatieve varianten via de spoorlijn Apeldoorn - Zutphen. De VSM, eigenaar van een groot deel van de beoogde lijn, vreesde echter het einde van haar eigen diensten als dit zou doorgaan en verzette zich tegen de plannen. Ook een groep omwonenden van de lijn tekende protest aan. Na nader onderzoek dat Gedeputeerde Staten van Gelderland had laten verrichten viel in februari 2013 de Koningslijn als optie af.

## Stations en gebouwen
Overzicht van stations langs de lijn (cursief: voormalig station):
| Station             | Geopend | Huidig gebouw                                                                                                   |
| ------------------- | ------- | --- |
| Dieren              | 1865    | 1902, SS, 2e gebouw, uniek ontwerp, alleen eilandgebouw behouden                                                |
| Laag-Soeren         | 1887    | geen, standaardtype KNLS 1e klasse gesloopt in 1970, station gesloten in 1950                                   |
| Eerbeek             | 1887    | 1886, KNLS, 1e gebouw, standaardtype KNLS 2e klasse, station gesloten in 1950, sinds 1975 in gebruik bij de VSM |
| Loenen              | 1887    | geen, standaardtype KNLS 3e klasse gesloopt in 1980, station gesloten in 1950, sinds 1975 in gebruik bij de VSM |
| Immenbergweg        | ?       | geen, in gebruik bij VSM                                                                                        |
| Beekbergen (Lieren) | 1887    | 1886, KNLS, 1e gebouw, standaardtype KNLS 2e klasse, station gesloten in 1950, sinds 1975 in gebruik bij VSM    |
| Zwanenspreng        | 1887    | geen, station gesloten in 1950                                                                                  |
| Apeldoorn           | 1876    | 1875, HSM, 1e gebouw, uniek ontwerp                                                                             |

## Galerij

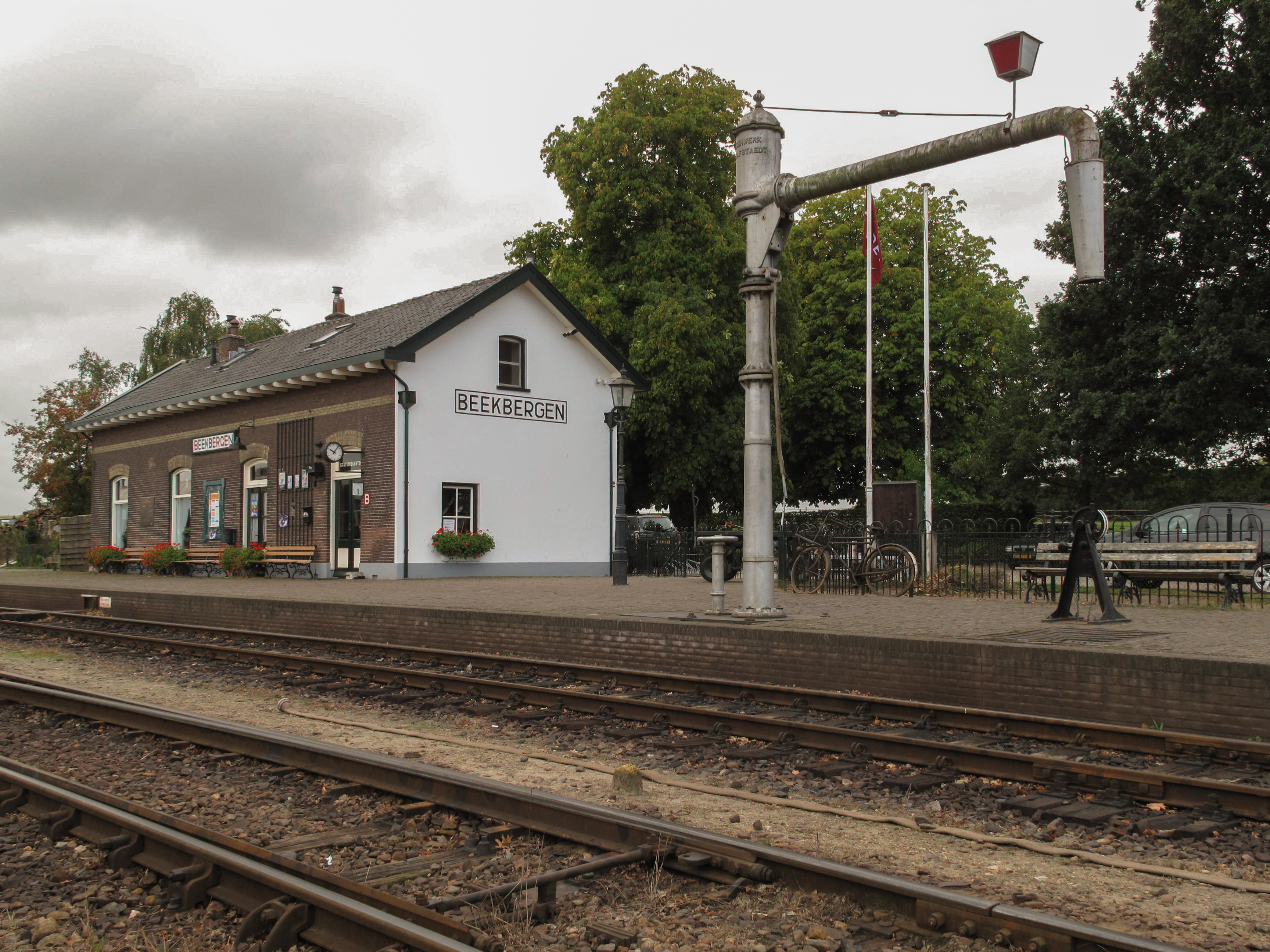
Station Beekbergen.
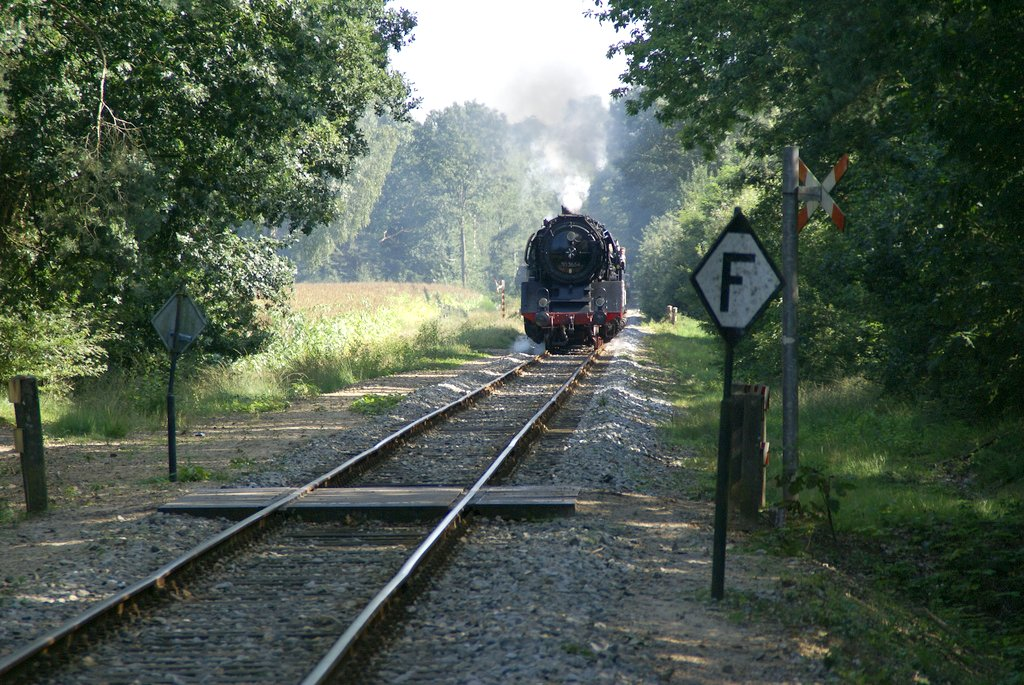
Stoomtrein van de VSM nabij stopplaats Immenbergweg.
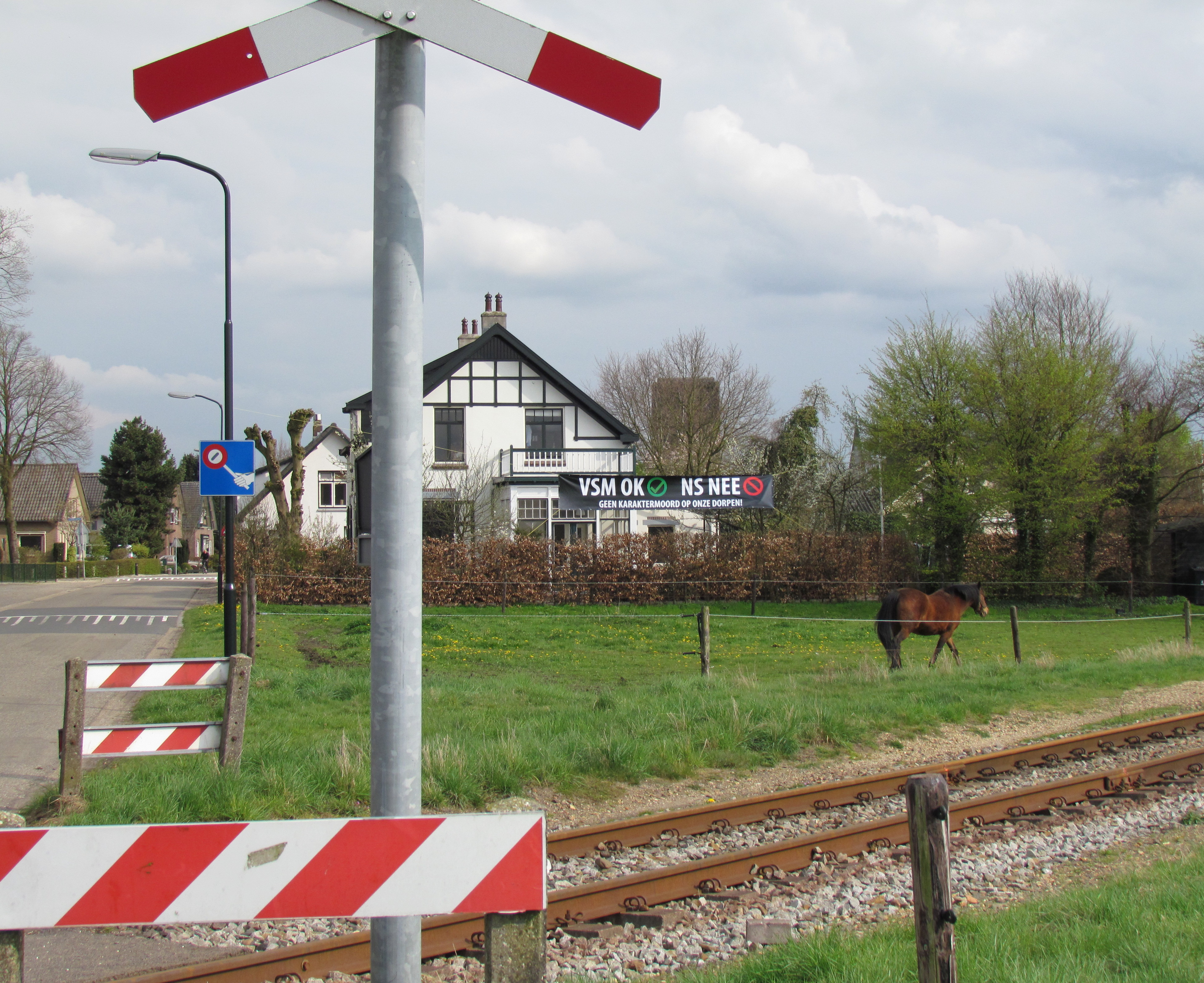
Protest in Lieren: VSM OK, NS NEE.
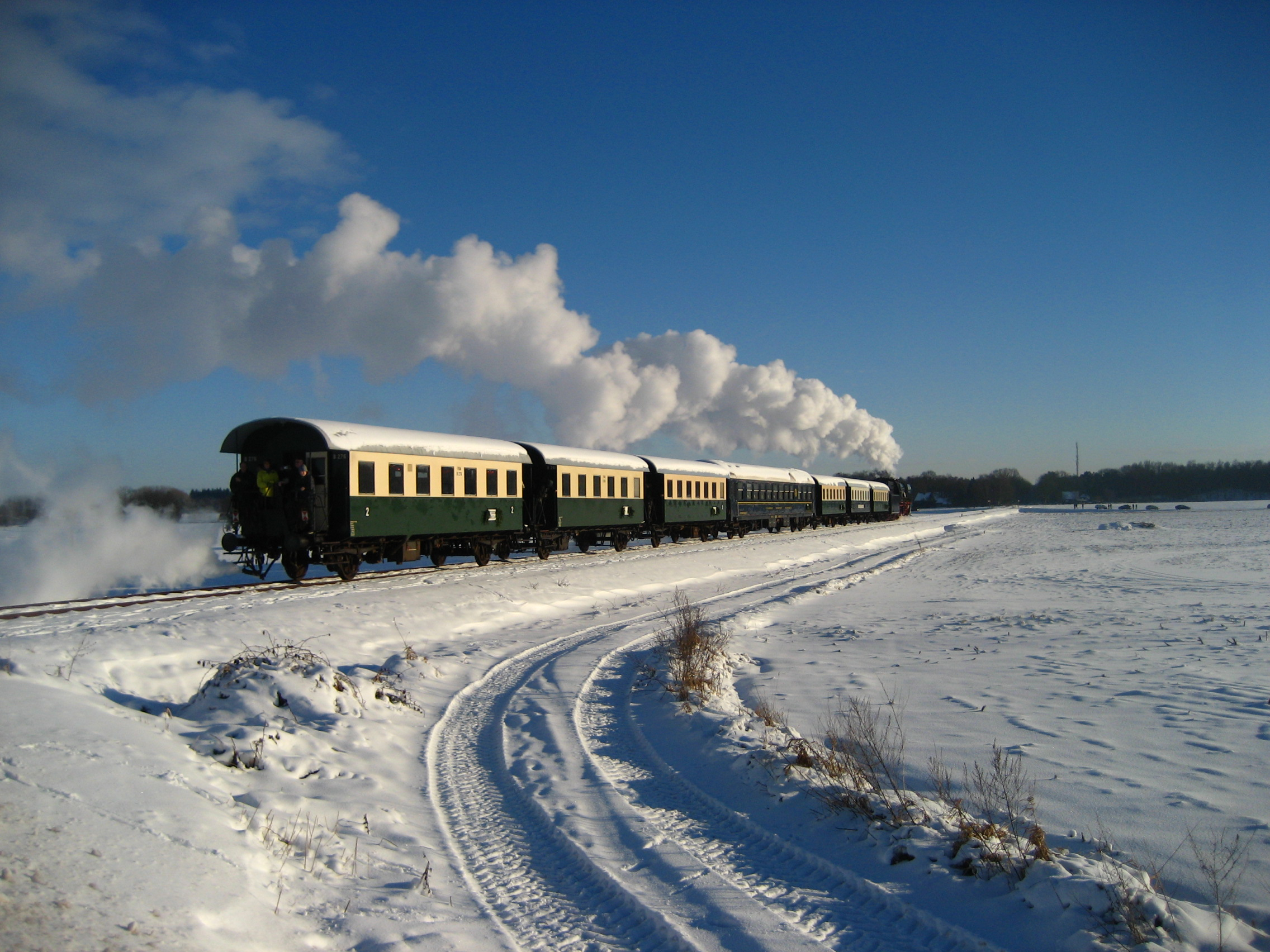
Stoomtrein van de VSM nabij Beekbergen in december 2010.